# Джерджеї
Джерджеї (італ. Gergei, сард. Gerxei) — муніципалітет в Італії, у регіоні Сардинія,  провінція Кальярі.
Джерджеі розташоване на відстані близько 380 км на південний захід від Рима, 55 км на північ від Кальярі.
Населення — 1267 осіб (2014).
Покровитель — святий Віт.

## Демографія
Населення за роками:

Станом на 1 січня 2023 року в муніципалітеті офіційно проживало 11 іноземців з 6 країн, серед них 4 громадяни країн Євросоюзу.

## Сусідні муніципалітети
- Баруміні
- Есколька
- Джестурі
- Ізілі
- Мандас
- Серрі